# Karel Bautzký
Karel Bautzký, křtěný Karel Boromejský, též Bautzský, či Baucký (10. května 1862, Praha – 3. března 1919, Praha), byl český hudební skladatel.

## Život
Vystudoval pražskou varhanickou školu, kde byl žákem Antonína Dvořáka a Zdeňka Fibicha. Po absolvování školy v roce 1881 byl nějaký čas učitelem hudby ve Vídni. Po návratu do Prahy se stal varhaníkem v chrámu svatého Mikuláše na Malé Straně a v Týnském chrámu na Starém městě. V Mikulášském kostele se stal později ředitelem kůru a rovněž se stal ředitelem kůru v kostele svatého Haštala. V roce 1891 se oženil s Julií Novákovou
Byl sběratelem starých hudebnin a shromáždil sbírku velmi cennou pro studium českého hudebního života, zejména s ohledem na chrámovou hudbu.

## Dílo
Karel Bautzký byl velmi talentovým skladatelem. Jeho širší oblibě však zabránilo to, že se záhy zcela zaměřil na chrámovou hudbu. Z jeho světských skladeb jsou nejdůležitější:
- Symfonická suita (1896)
- Klavírní kvartet (1900 – oceněn 3. cenou Českého spolku pro komorní hudbu)
- Smyčcový kvartet (1901 – rovněž oceněn Českým spolkem pro komorní hudbu)
- 2 rapsódie pro orchestr (provedeno Českou filharmonií v roce 1902)
- „Na zmar“ (opera podle Henryka Sienkiewicze – 1902)